# Bollane
Bollane är en kulle i Antarktis. Den ligger i Östantarktis. Norge gör anspråk på området. Toppen på Bollane är 2 470 meter över havet, eller 84 meter över den omgivande terrängen. Bredden vid basen är 0,78 km.
Terrängen runt Bollane är kuperad åt sydost, men åt nordväst är den platt. Trakten är obefolkad. Det finns inga samhällen i närheten. 